# Broken Blossoms (1936)
Broken Blossoms ist ein 1935 entstandenes, britisches Filmmelodram von Hans Brahm, das dieser mit seiner Frau Dolly Haas auf seinem Zwischenstopp auf der Reise in die Vereinigten Staaten in London inszeniert hatte. Der Film ist ein Remake des Lillian-Gish-Klassikers Eine Blüte gebrochen und hat mit der Erzählung The Chink and the Child zudem eine literarische Vorlage von Thomas Burke.

## Handlung
Cheng Huan verlässt seine Heimat China, um die Lehren Buddhas auch im Westen bekannt zu machen. Eines Tages trifft er in den Armenvierteln von London ein. Rasch ist er desillusioniert, und all seine Zuversicht und sein Optimismus entschwindet, nachdem er die harte Realitäten der einfachen Menschen in den Slums kennenlernt. Cheng wird beraubt und festgenommen und muss schließlich erkennen, dass sich hierzulande kein Mensch für den Buddhismus interessiert. In Chengs Nachbarschaft wohnt Lucy Burrows, die Adoptivtochter des brutalen Preisboxers Battling Burrows, der das zartgliedrige Mädchen regelmäßig misshandelt und tyrannisiert. Nachdem Lucy erneut von Battling Burrows geschlagen wird, bleibt die „gebrochene Blüte“, wie der Titel insinuiert, bewusstlos im Schnee liegen.
Dort findet sie Cheng Huan, der Lucy in seine bescheidene Unterkunft aufnimmt und dort Schutz bietet. Liebevoll pflegt der Chinese Lucy und vermittelt dem geprügelten Mädchen erstmals im Leben einen Eindruck von Lebensglück. Doch die eine Woche tiefen inneren Friedens endet jäh, als Battling Burrows nach einem gewonnenen Kampf Lucy bei Cheng aufspürt, sie aus der Wohnung herauszerrt und, als ihr Erzieher in seiner „Ehre“ gekränkt, nach Hause schleift. Dort prügelt er sie zu Tode. Cheng läuft Lucy nach, findet aber bei Burrows nur noch die malträtierte Leiche Lucys vor. Mit einem Revolver erledigt der Buddhist den ihn angreifenden Mörder des Mädchens. Dann trägt der Chinese Lucys Leichnam zu sich nach Hause, das keines mehr ist, sondern ein brennendes Loch: Die argwöhnischen Nachbarn haben in der Zwischenzeit Chengs Domizil niedergebrannt.

## Produktionsnotizen
Broken Blossoms entstand im Oktober 1935 in den Twickenham Studios und wurde am 20. Mai 1936 im Rahmen einer Interessentenvorführung erstmals einem (Geschäfts-)Publikum gezeigt. In Deutschland war der Film, nicht zuletzt wegen der Beteiligung des jüdischen Ehepaars Haas/Brahm und weiterer jüdischer Exilanten (Kameramann Curt Courant, Komponist Karol Rathaus) nicht zu sehen.
Alexander Korda war ungenannt an der Produktion beteiligt. Vincent Korda entwarf ungenannt die Filmbauten, die Frederick Pusey ausführte. Muir Mathieson war musikalischer Leiter.

## Wissenswertes
Richard Barthelmess, der Star der Erstverfilmung, der mit Dolly Haas 1936 in ihrem nächsten Filmprojekt „Spy of Napoleon“ gemeinsam vor der Kamera stehen sollte, zeigte sich verblüfft vom Sprachtalent der in Broken Blossoms hartes Cockney-Englisch sprechenden Haas: „Ich bekam den Schock meines Lebens, als ich herausbekam, dass sie Deutsche ist und dass sie privat mit einem leichten, deutschen Akzent spricht“.

## Kritiken
„Diejenigen deutschen Künstlern, die dem Dritten Reich den Rücken gekehrt haben, sind gewöhnlich nicht schlecht dabei gefahren. (…) Dieser erste Auslandsfilm [sic!] bedeutet für die Schauspielerin Dolly Haas einen Triumph, eine erhebliche Steigerung ihres Gestaltungsvermögens, wie wir es aus Deutschland kannten. Nie war sie reifer, vollblütiger, dramatischer. (…) In ihren Augen ist der Ausdruck des Grauens, wir finden Momente der Verzweiflung, dann wieder völlige Unterwerfung – Empfindungen, die mit lebendigster Kraft gestaltet wurden. (…) Der Mittelmäßigkeit Berlins entflohen, ist sie gewissermaßen neu entdeckt worden.“

„Ziemlich stilvoll und in einiger Hinsicht sogar interessanter als sein Vorgänger.“